# 維尼亞萊斯
22°36′55″N 83°42′57″W / 22.61528°N 83.71583°W

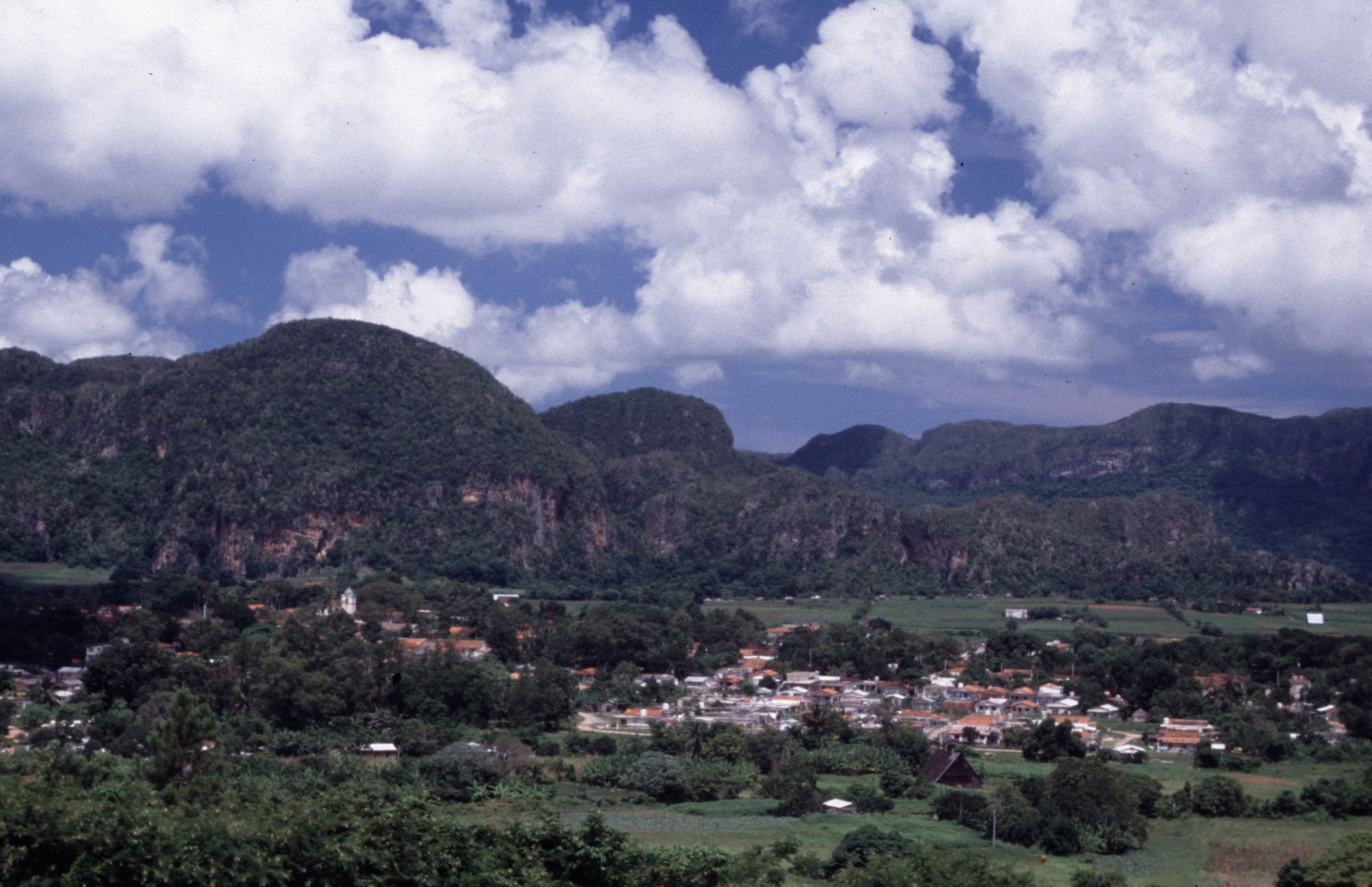

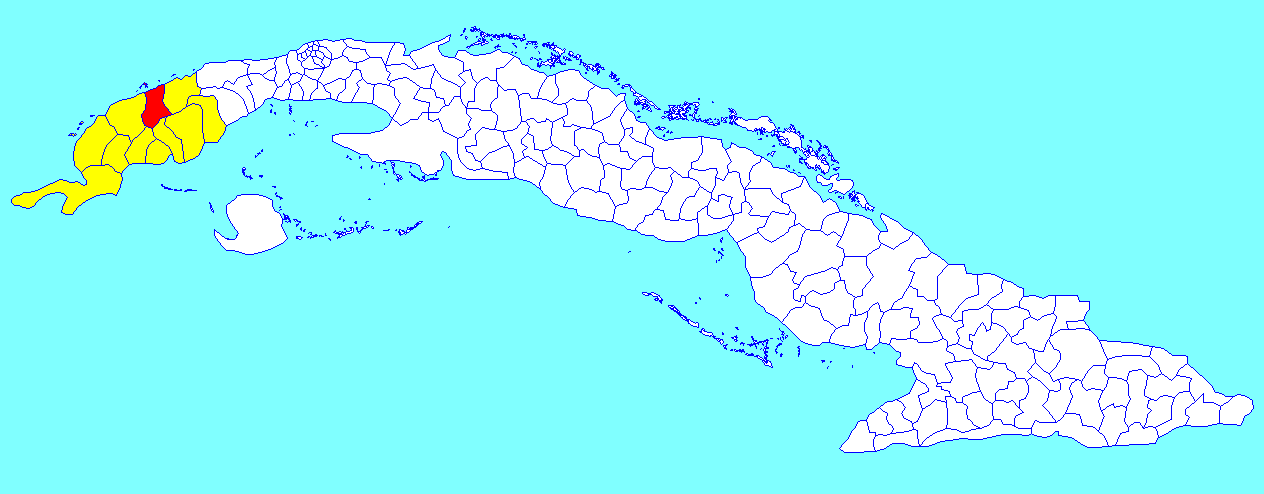

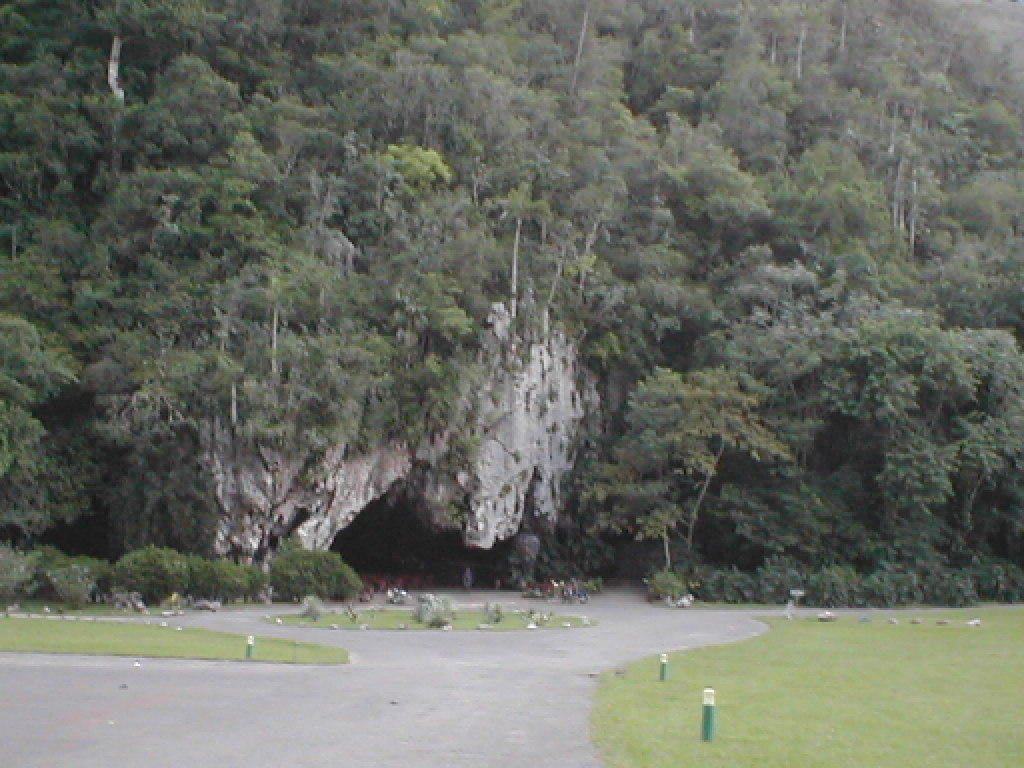

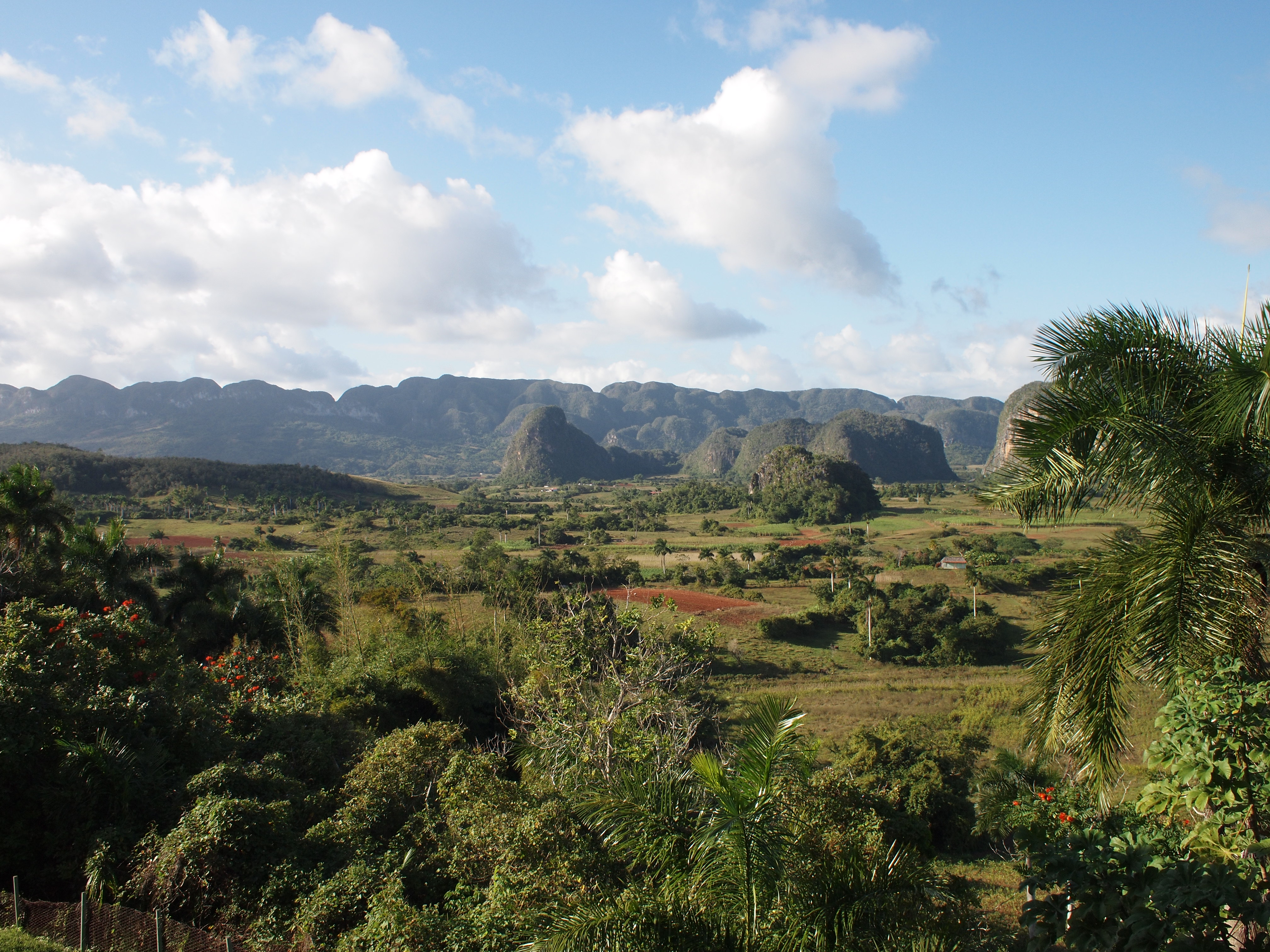

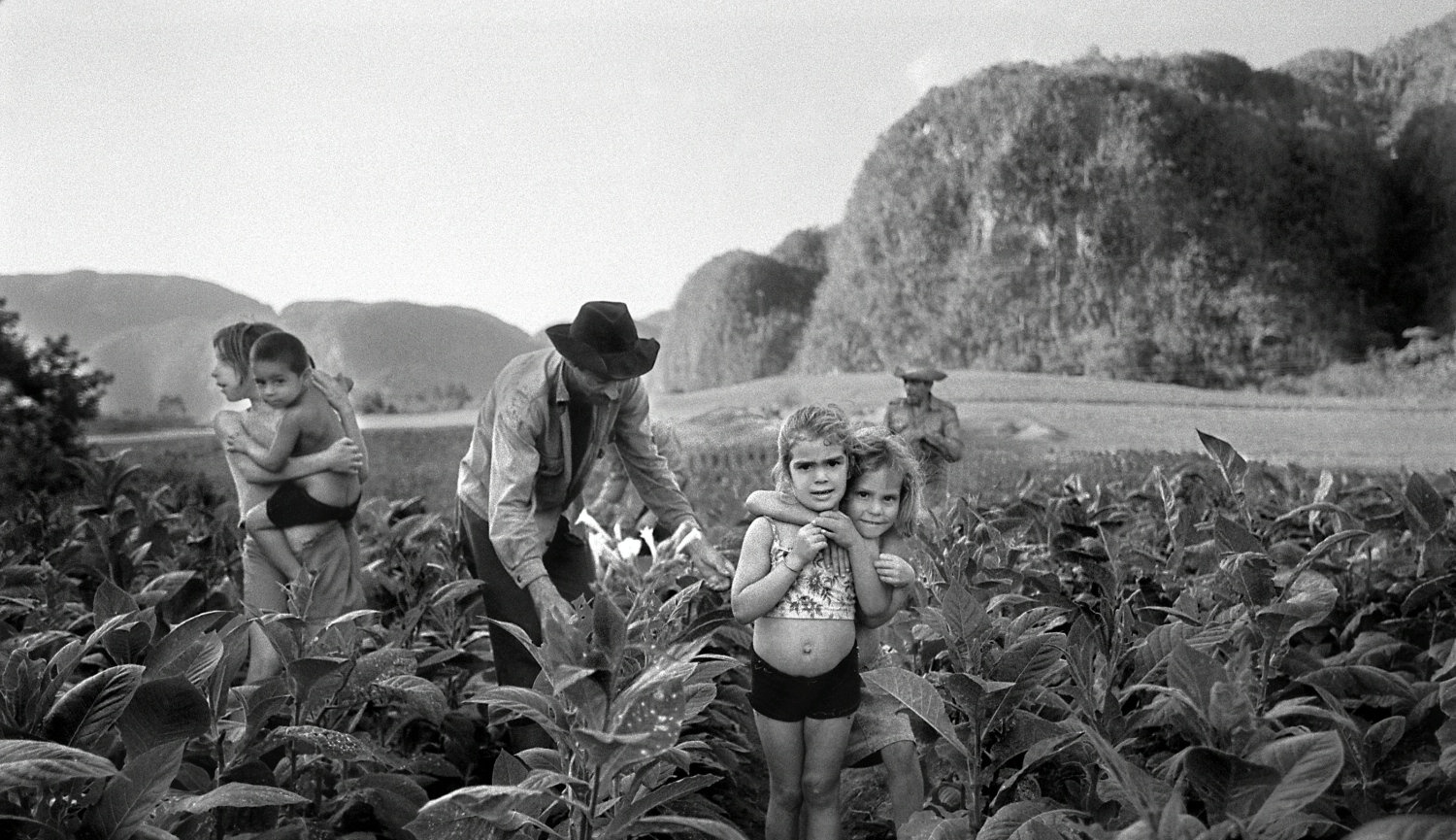

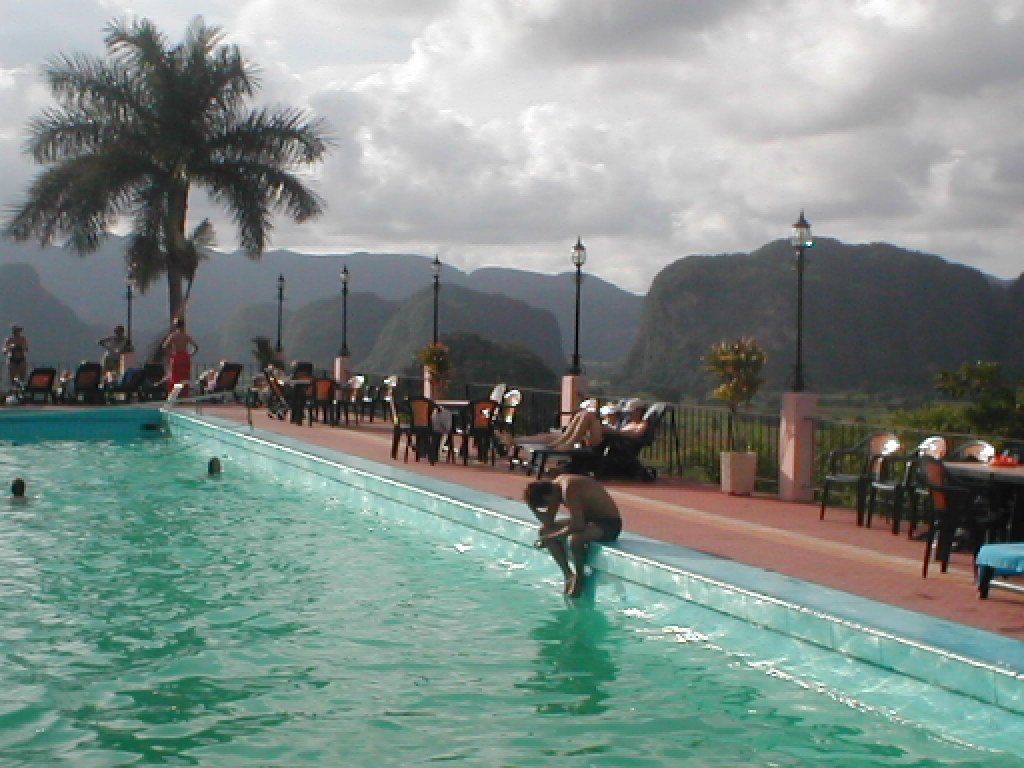

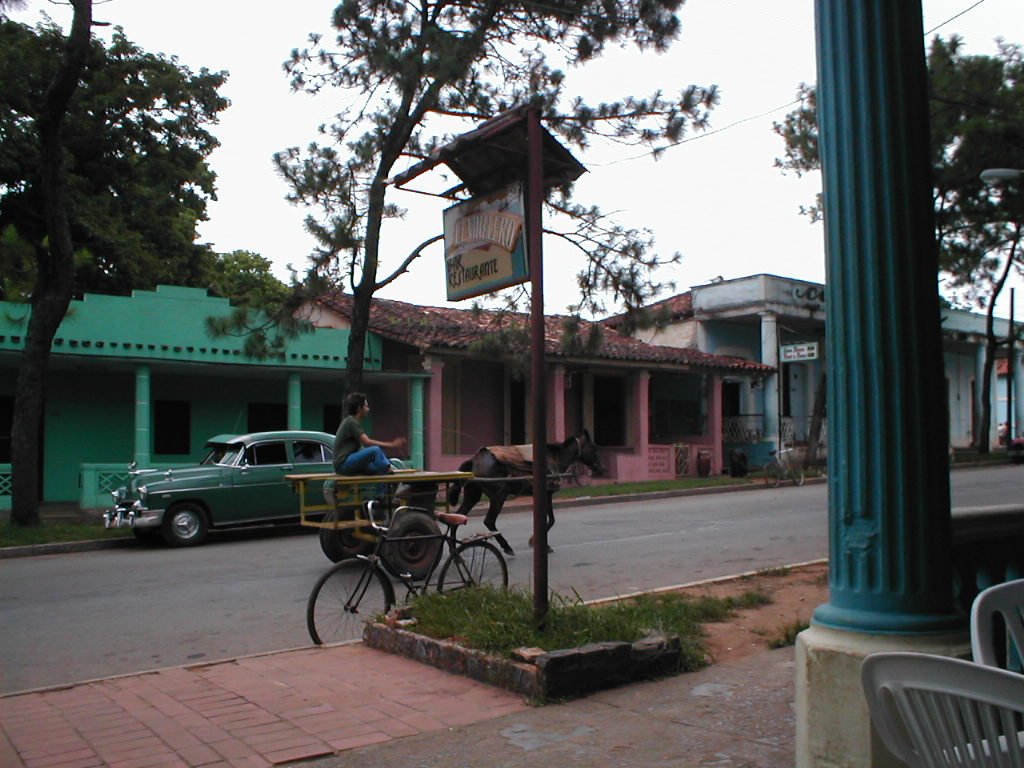

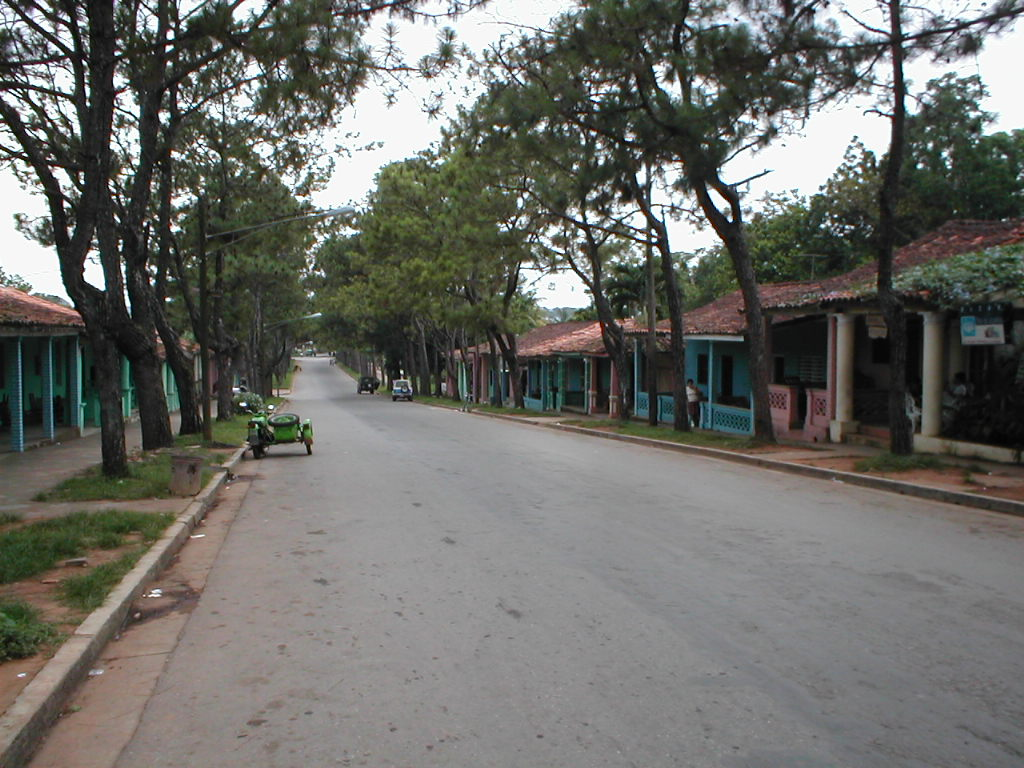

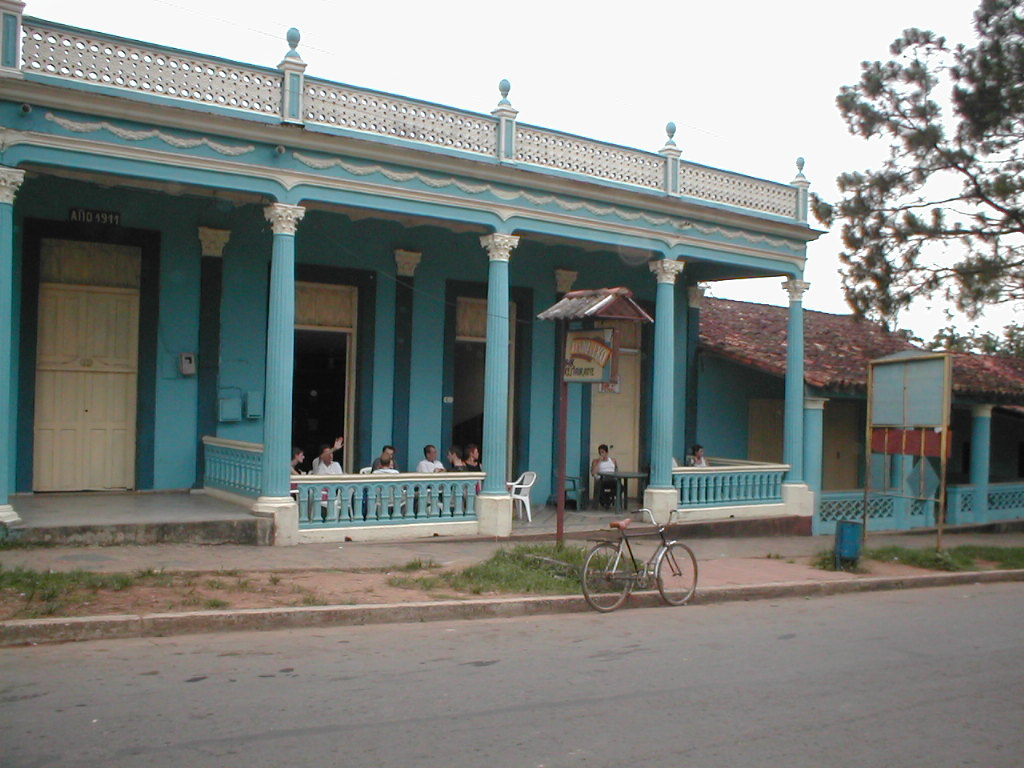

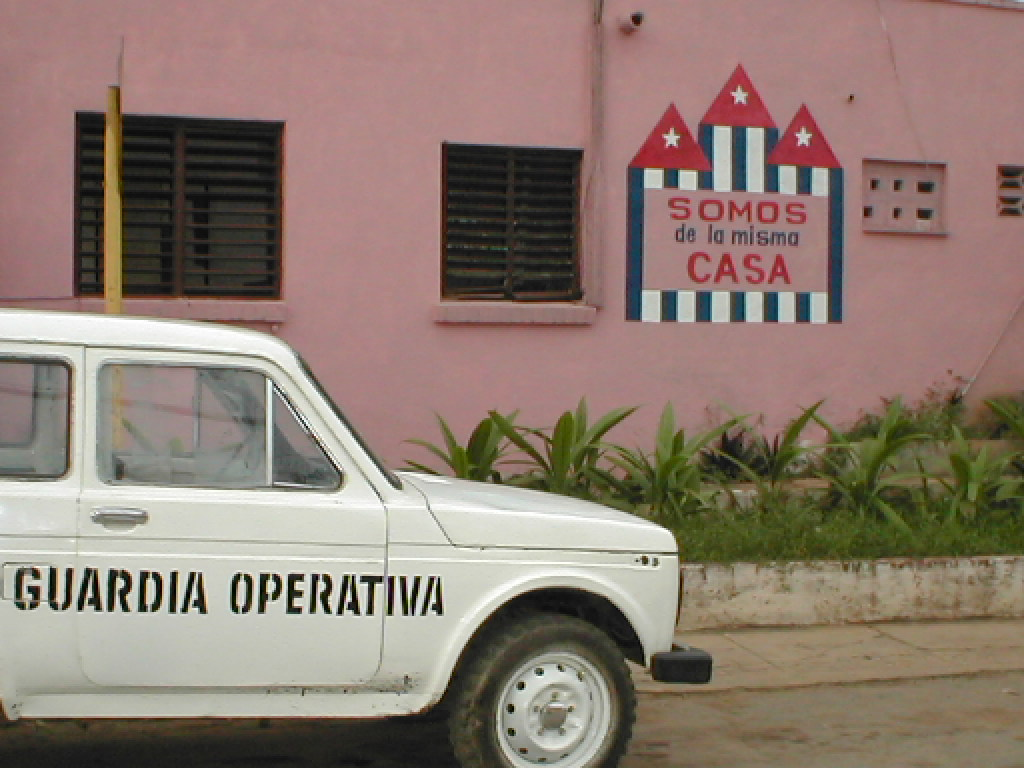

維尼亞萊斯（西班牙語：Viñales），是古巴的城鎮，位於該國西部，由比那爾德里奧省負責管轄，始建於1871年，面積704平方公里，海拔高度135米，2004年人口27,129，人口密度每平方公里38.5人。